# アガデス
アガデス（フランス語: Agadez）はニジェールのアガデス州の州都。
ニジェール北部で最大の都市で、2012年の人口は約11.8万人。

## 地理
サハラ沙漠の中にあり、トゥアレグ族の支族のひとつアイル人の中心地である。

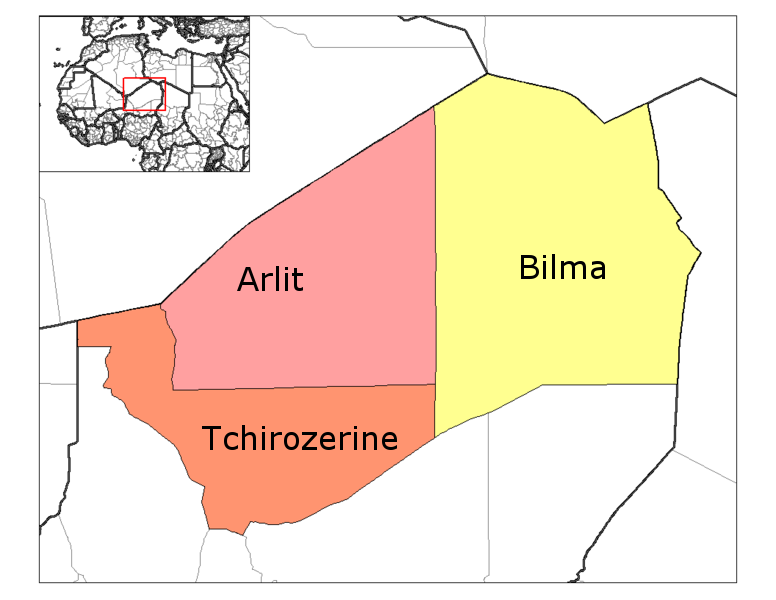
アガデス州の地図。南西の橙色の領域がチロゼリーヌ県。

## 歴史
この町の始まりは14世紀以前のことで、サハラ交易の拡大とともにアソデ（en:Assodé）に代わりトゥアレグ人の町としての重要性が徐々に高まった。この町ではいまでもビルマから塩を運ぶ隊商の到着をみることができる。
1449年以後、アガデスはスルタン制をとった（アガデス・スルタン国）が、1500年頃にソンガイ帝国に征服された。この時点でこの町の人口は30,000人ほどあり、西アフリカのカノやトンブクトゥと、北アフリカのオアシスであるガートやガダミス、地中海岸のトリポリを結ぶ中世の隊商交易の重要な中継点であった。モロッコからの侵略を受けた後人口は10,000人を割った。
1900年ごろこの町をフランスが手中に収めた。その後、トゥアレグ人貴族のKaocen Ag Mohammed（en:Ag Mohammed Wau Teguidda Kaocen）が反乱（en:Kaocen Revolt）を組織して一時期優勢に立ったが、フランス軍は1916年にこれを叩き潰した。のちに1990年代にはアガデスはトゥアレグ人による反乱（en:Tuareg Rebellion）の重要拠点のひとつとなった。

## 気候
ケッペンの気候区分では砂漠気候に区分され、若干気温の下がる12～2月以外は厳しい暑さが続き、50℃に達することもある。年によって降水量は変動するものの、夏は若干の降雨がみられる。
| アガデスの気候         | アガデスの気候 | アガデスの気候 | アガデスの気候 | アガデスの気候 | アガデスの気候 | アガデスの気候 | アガデスの気候 | アガデスの気候 | アガデスの気候 | アガデスの気候 | アガデスの気候 | アガデスの気候 | アガデスの気候 |
| 月                     | 1月            | 2月            | 3月            | 4月            | 5月            | 6月            | 7月            | 8月            | 9月            | 10月           | 11月           | 12月           | 年             |
| ---------------------- | -------------- | -------------- | -------------- | -------------- | -------------- | -------------- | -------------- | -------------- | -------------- | -------------- | -------------- | -------------- | -------------- |
| 最高気温記録 °C （°F） | 37 (99)        | 40 (104)       | 41 (106)       | 47 (117)       | 50 (122)       | 46 (115)       | 48 (118)       | 43 (109)       | 41 (106)       | 40 (104)       | 42 (108)       | 40 (104)       | 50 (122)       |
| 平均最高気温 °C （°F） | 27.9 (82.2)    | 31.1 (88)      | 35.0 (95)      | 39.2 (102.6)   | 41.3 (106.3)   | 41.3 (106.3)   | 39.1 (102.4)   | 37.9 (100.2)   | 38.9 (102)     | 37.1 (98.8)    | 32.4 (90.3)    | 29.0 (84.2)    | 35.8 (96.4)    |
| 日平均気温 °C （°F）   | 19.8 (67.6)    | 22.5 (72.5)    | 26.7 (80.1)    | 31.2 (88.2)    | 33.7 (92.7)    | 33.8 (92.8)    | 32.1 (89.8)    | 31.0 (87.8)    | 31.7 (89.1)    | 29.4 (84.9)    | 24.3 (75.7)    | 21.0 (69.8)    | 28.1 (82.6)    |
| 平均最低気温 °C （°F） | 11.7 (53.1)    | 13.9 (57)      | 18.3 (64.9)    | 23.1 (73.6)    | 26.0 (78.8)    | 26.4 (79.5)    | 25.1 (77.2)    | 24.2 (75.6)    | 24.5 (76.1)    | 21.7 (71.1)    | 16.2 (61.2)    | 12.8 (55)      | 20.3 (68.5)    |
| 最低気温記録 °C （°F） | −1 (30)        | 7 (45)         | 6 (43)         | 13 (55)        | 20 (68)        | 19 (66)        | 18 (64)        | 17 (63)        | 18 (64)        | 12 (54)        | 5 (41)         | −1 (30)        | −1 (30)        |
| 降水量 mm （inch）     | 0.0 (0)        | 0.0 (0)        | 0.1 (0.004)    | 2.0 (0.079)    | 5.5 (0.217)    | 10.4 (0.409)   | 35.2 (1.386)   | 49.7 (1.957)   | 8.2 (0.323)    | 0.3 (0.012)    | 0.0 (0)        | 0.0 (0)        | 111.4 (4.386)  |
| 平均月間日照時間       | 297.6          | 280.0          | 294.5          | 288.0          | 297.6          | 270.0          | 288.3          | 285.2          | 285.0          | 306.9          | 303.0          | 294.5          | 3,490.6        |
| 出典1：NOAA            |                |                |                |                |                |                |                |                |                |                |                |                |                |
| 出典2：Weatherbase     |                |                |                |                |                |                |                |                |                |                |                |                |                |

## 交通

### 道路
- サハラ砂漠縦貫道路（トランス・アフリカ・ハイウェイ2号線）：アルジェ(アルジェリア)⇔タマンラセット(アルジェリア)⇔アガデス⇔カノ(ナイジェリア)⇔ラゴス(ナイジェリア)

### 空港
- マノ・ダヤク国際空港

## 世界遺産
アガデスは「アガデス歴史地区」との名で、2013年、UNESCOの世界遺産リストに登録された。

### 登録基準
この世界遺産は世界遺産登録基準のうち、以下の条件を満たし、登録された（以下の基準は世界遺産センター公表の登録基準からの翻訳、引用である）。
- (2) ある期間を通じてまたはある文化圏において、建築、技術、記念碑的芸術、都市計画、景観デザインの発展に関し、人類の価値の重要な交流を示すもの。
- (3) 現存するまたは消滅した文化的伝統または文明の、唯一のまたは少なくとも稀な証拠。

## 経済・観光
現在、アガデスは商業市（en:market town）や周辺で採掘されるウランの輸送基地として栄えている。主要な建築物には1515年に建設され1844年に同じ様式で建て直された大モスク（en:Agadez Grand Mosque）や、Kaocen Palace（en:Kaocen Palace）（現在はホテル）、およびスルタン宮殿（en:Agadez Sultan's Palace）がある。またこの町はラクダ市や銀細工、皮製品でも知られる。
アガデス国際空港はこの地域のトゥアレグ社会の指導者マノ・ダヤク（en:Mano Dayak）の名称を冠している。

## 難民の中継地
サハラ以南の経済難民が、リビア、アルジェリア、欧州へ向かう貴重な中継地でもある。長らく「ゲットー」と呼ばれる難民キャンプが存在していたが、2013年、サハラ砂漠を横断中の難民が多数死亡したことを契機に、政府がキャンプを閉鎖した。
2017年にも、密航業者の手引きでアガデスを出発した難民がサハラ砂漠で遺棄される事件が発生している。